# Jakob Kägi
Jakob Kägi (Egg, 25 juli 1889 - Zürich, 7 april 1950) was een Zwitsers politicus.

## Vakbondsbestuurder
Kägi was van arme afkomst. Hij studeerde van 1902 tot 1904 aan de kweekschool van Küsnacht en daarna van 1904 tot 1906 aan de spoorwegschool te Biel. Sinds 1906 was hij als stationsbeambte van de Schweizerische Bundesbahnen (SBB, Zwitserse Spoorwegen) werkzaam. Van 1912 tot 1918 was hij voorzitter van de Vakbond voor Stationsbeambten en van 1919 tot 1939 voorzitter en secretaris van de Vakbond voor Stationspersoneel. In 1919 was hij medeoprichter van de Schweizerische Eisenbahn- und Verkehrspersonal-Verband (SEV, Verbond van Zwitsers Spoorweg- en Verkeerspersoneel). Daarna lid van het bestuur van de SEV, alsook lid van de leiding van de afdeling kanton Zürich van de Schweizerischer Gewerkschaftsbund (SGB).

## Politicus
Kägi was actief lid van de Sociaaldemocratische Partij van Zwitserland (SP) en was lid van het bestuur van de SP kanton Zürich. 
Kägi was van 1917 tot 1939 lid van de Kantonsraad van Zürich en van 1919 tot 1934 en van 1936 tot 1939 was hij ook lid van de gemeenteraad van Erlenbach. Van 1919 tot 1950 was hij lid van de Nationale Raad (tweede kamer Bundesversammlung).
Van 1939 tot zijn dood in 1950 was hij lid van de Regeringsraad van het kanton Zürich. Hij beheerde eerst het departement van Volksgezondheid en Armenhulp (1939-1942), daarna het departement van Binnenlandse Zaken en Justitie (1942-1947) en ten slotte dat van Openbare Werken (vanaf 1947). In die laatste functie droeg hij bij aan de bouw van de Luchthaven Zürich. De voltooiing van de luchthaven in 1953 maakte hij echter niet mee; hij overleed reeds in 1950 op 60-jarige leeftijd.
Kägi was van 1 mei 1943 tot 30 april 1944 en van 1 mei 1949 tot 7 april 1950 (†) voorzitter van de Regeringsraad (dat wil zeggen regeringsleider) van Zürich.
Hij was een pionier op het gebied van spoorwegvakverenigingen.